# NTV ETR 675
Die ETR 675 (von italienisch ElettroTreno Rapido) sind Hochgeschwindigkeitstriebzüge von Alstom, die zur fünften Generation der Pendolini gehören, allerdings nicht mit Neigetechnik ausgestattet sind. Sie stehen seit Dezember 2017 für Nuovo Trasporto Viaggiatori (NTV) in Betrieb.

## Geschichte
NTV unterzeichnete im Jahr 2015 mit Alstom einen Vertrag über die Lieferung von acht Triebzügen der fünften Generation der Pendolino-Produktfamilie. Im Jahr 2016 wurden vier weitere Triebzüge geordert, 2017 und 2018 fünf Stück, sowie 2021 weitere vier. Dadurch beläuft sich die Gesamtzahl der von NTV eingesetzten ETR 675 auf 26 Stück. Die Züge befinden sich seit Dezember 2017 im Planeinsatz.

## Technische Daten
Die auf der vierten Pendolino-Generation basierenden Triebzüge sind nach aktuellen TSI-Richtlinien konzipiert, erreichen eine Höchstgeschwindigkeit von 250 km/h und können unter 25 kV Wechsel- sowie 3 kV Gleichspannung eingesetzt werden. Sie sind mit vier Einholmstromabnehmern des Herstellers Schunk ausgestattet, je zwei für Wechselstrom und für Gleichstrom, die abwechselnd auf den Wagen vier und fünf installiert sind.
Die für den Pendolino namensgebende Neigetechnik wurde nicht verbaut, da das Einsatzprofil der Züge in Italien auf Schnellfahrstrecken keine signifikanten Vorteile durch Neigetechnik erfahren hätte.
Als Zugbeeinflussungssysteme sind die italienische SCMT sowie ERTMS verbaut.